# Jimi Berlin
Jimi Berlin, eigentlich Uwe Reinhard (geb. 1965), ist ein deutscher Musiker, Singer-Songwriter, Autor und Zeichner.

## Leben
Seit den frühen 1990ern arbeitet Jimi Berlin mit verschiedenen Bands und Bandprojekten unterschiedlichster Stilrichtungen, für die er Texte und Songs schreibt oder maßgeblich an den Songs beteiligt ist.
1992 spielte er als Sänger und Bassist in der Psychedelic-Retro-Rockband Flaming Toasters. Die Band geht nach der CD The New Funkadelik Habit und zahlreichen Auftritten 1995 in die Deutschrockband „5 im grünen Bett“ über, die 1996 den Preis „Rookie-of-the-Year“ des damaligen SWR 3 gewinnt. Der Song Auf den Sternen gehen platziert sich in den Top Ten der SWF 3-Hörer-Charts. Die Band wurde von Public Propaganda unter Vertrag genommen, ging mit den Stranglers auf Tour und produzierte für Virgin Records mit dem Produzenten Georg Kalewe einige Songs, ohne dass es zur Veröffentlichung kam. In Eigenregie wurden die CDs Oszillator (aufgenommen von S.L. Coe) und Die Bedeutung von Sex produziert (aufgenommen und abgemischt von Steff Jungen und Norbert Maes) und veröffentlicht. 1998 trennte sich die Band.
Mit dem Schlagzeuger der Band, Steff Jungen, arbeitete Jimi Berlin im Duo und später mit den Bassisten Stefan Scheib, u. a. Liquid Penguin Ensemble, bzw. Rashawon Johnson im Trio weiter. Aus dieser Zusammenarbeit entstanden vier CDs. Außerdem zeichnete und produzierte Jimi Berlin für die Band den Videoclip Tätowiermaschine.
Mit Steff Jungen entwickelte Jimi Berlin auch genreübergreifende Projekte, wie z. B. die Konzertreihe „10 kurze Filme, 10 kurze Songs“, in der das Duo im Wechsel zu ausgesuchten Kurzfilmen konzertierte.
2008 präsentierte er mit Christian Jöricke (16vor, Titanic) die Lese-Show Monsters of Vorlesen, die bis heute sporadisch aufgeführt wird.
Von 2002 bis 2009 arbeitete Jimi Berlin als Kolumnist für das Internetmagazin hunderttausend.de. Ein Teil seiner dort erschienenen Kolumnen und Kurzgeschichten sowie Cartoons wurden als Taschenbuch unter dem Titel Das Fett im Auge des Betrachters 2006 im Addita-Verlag veröffentlicht. Von 2009 bis 2018 zeichnete Jimi Berlin Cartoons für das Internetmagazin 16vor, die in unregelmäßigen Abständen veröffentlicht wurden.
2008 gründete er mit dem Keyboarder Daniel Selbersuess und dem DJ, Schlagzeuger und Percussionisten Flextronic die Elektroclashband KomputerKomputer. Für die Band produzierte er den Videoclip zum gleichnamigen Song Kopfhörer.
Seit 2009 tritt er solo mit dem Programm Es ist okay, wenn's blutet auf. Im Frühjahr 2012 erschien das Video Valentinstag der Band LOVE A, in dem Jimi Berlin schauspielernd mitwirkte.
Seit 2012 spielt Jimi Berlin in der Indierock-Band Herr Berlin, die sich ab 2016 in KRAMSKY umbenannte. Für die Band produzierte Jimi Berlin Video-Clips zu den SongsTante Ursula, Türen, Insgesamt, Kokain (ja bitte) und Last Exit.
In der Instrumental-Krautrockband FINBOGASTAN spielt Jimi Berlin seit 2018 Schlagzeug
Seit 2013 veröffentlicht Jimi Berlin im Blog alleswegendoris unregelmäßig absurde Geschichten um die Sockenhandsprechpuppe Doris.

## Diskografie
- 1992: The New Funkadelic Habit, Flaming Toasters (mit Bernd Bredin, git.; Joachim Hoffmann, dr.)
- 1995: Oszillator 2, 5 im grünen Bett (mit Bernd Bredin, git., Steff Jungen, dr., Daniel Selbersuess, org., Norbert Maes, git.)
- 1998: Die Bedeutung von Sex, 5 im grünen Bett (mit Hendrik Winkels, git., Daniel Selbersuess, Norbert Maes, Steff Jungen, dr.)
- 1999: Jimi Berlin, Jimi Berlin (mit Steff Jungen, dr., git., backvoc.), Label / Vertrieb: Monstermusik
- 2002: filmstars, Jimi Berlin (mit Steff Jungen), Label / Vertrieb: Monstermusik
- 2005: 3, Jimi Berlin (mit Steff Jungen, Stefan Scheib, b.), Label / Vertrieb: Monstermusik
- 2007: zeitlupezeitlupe, Jimi Berlin (mit Steff Jungen, Rashawon Johnson, b.), Label / Vertrieb: Monstermusik
- 2010: komputer, KomputerKomputer (mit Daniel Selbersuess, synth., org., Flextronic, synth., roland 606), Label: sp8tkauf
- 2014: decoder, Herr Berlin (mit Flextronic, dr., Florian P. Stiefel, b., git., Jo Hansson, git., b.), Label: Disentertainment / Vertrieb: Cargo Records
- 2017: Pommerland, Jimi Berlin (solo), Label: Monstermusik
- 2018: Zu viel Licht, Kramsky, Label: Disentertainment
- 2018: The Last Byte, Finbogastan
- 2020: Metaego, Label: Barhill Records
- 2021: Eifelkraut, Finbogastan
- 2023: OK#Aber, Jimi Berlin (solo), Label: Barhill Records
- 2024: Finbogastan III

## Veröffentlichungen
- 2006: Das Fett im Auge des Betrachters (Kurzgeschichtensammlung/Addita-Verlag)
- 2008: Tätowiermaschine (Musikvideo)
- 2006: The Devil Stucks In The Detail (Fotoausstellung)
- 2009: Kopfhörer (Musikvideo)
- 2013: Tante Ursula (Musikvideo)
- 2013: alleswegendoris (Blog)
- 2020: jimi_berlin Instagram Zeichnungen

## Auszeichnungen
- 1996: SWF 3 „Rookie of the Year“ mit „5 im grünen Bett“
- 2010: mp3.de „Song des Tages“ mit KomputerKomputer, Titel: Selbstentferner